# Johann Friedrich von Eschscholtz
Johann Friedrich von Eschscholtz (Tartu, atualmente Dorpat na Estônia, 1 de novembro de 1793 – 19 de maio de 1831) foi um médico, botânico e naturalista alemão. Foi o responsável pela descrição do filo Ctenophora, por exemplo.